# The Hypnotist's Revenge
The Hypnotist's Revenge è un cortometraggio muto del 1907 diretto da Joseph A. Golden qui al suo debutto come regista.

## Produzione
Il film fu prodotto dall'American Mutoscope & Biograph.

## Distribuzione
Il film - un cortometraggio in una bobina - uscì nelle sale cinematografiche statunitensi il 20 luglio 1907. Il copyright del film, richiesto dall'American Mutoscope and Biograph Co., fu registrato il 3 agosto 1907 con il numero H97644.